# 合肥七中站
合肥七中站位于中华人民共和国安徽省合肥市蜀山区望江西路与长宁大道交叉口地下，是合肥轨道交通4号线的地铁车站，工程站名方兴大道站，6号线一期工程建成前与4号线贯通运营。

## 车站结构
合肥七中站位于望江西路与方兴大道交叉口西侧，沿望江西路东西向布置，车站为地下两层单柱双跨岛式站台，站台宽度11m。本站共设3个出入口，2组风亭。